# Le Vieux Cordelier

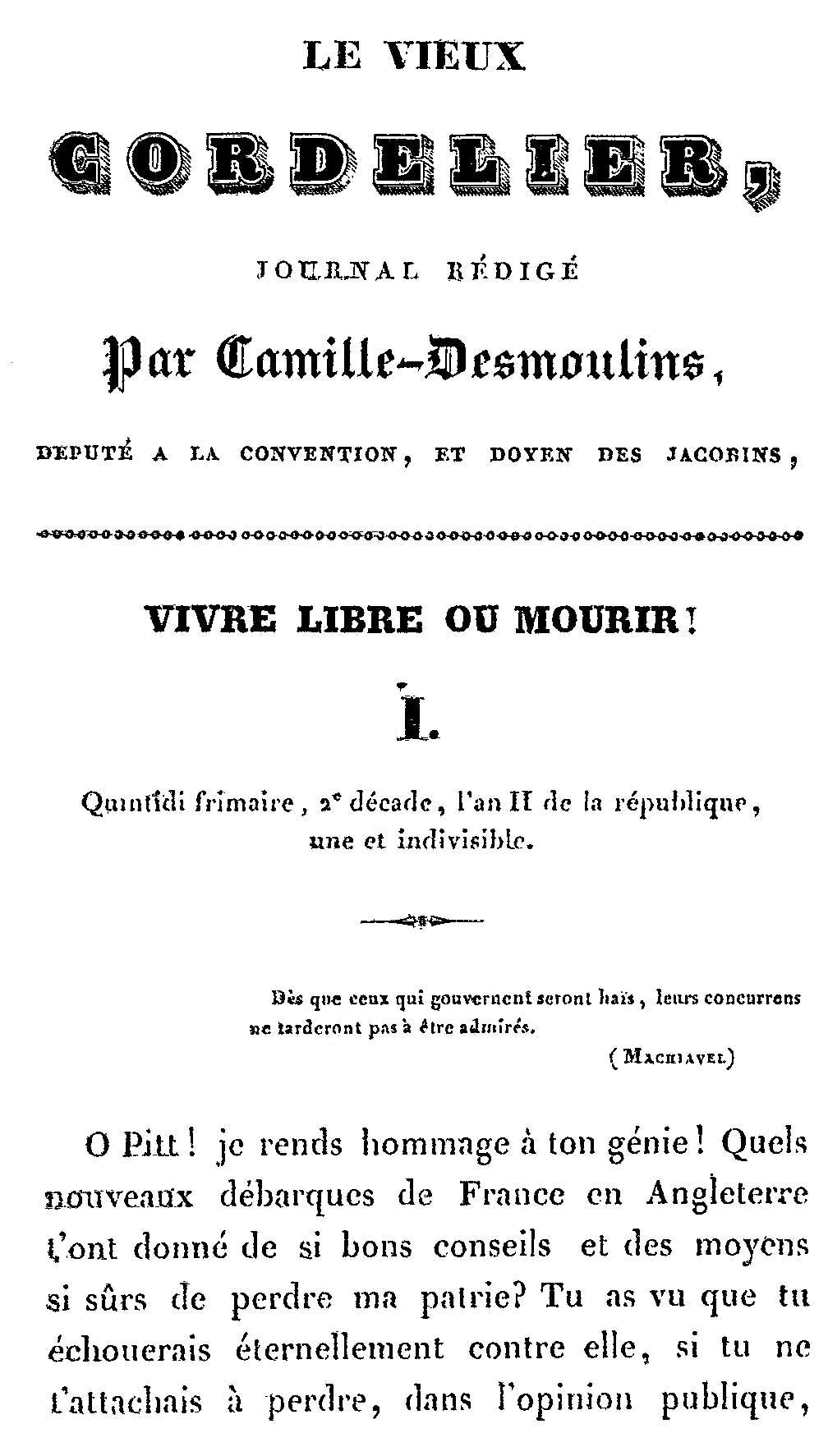
Il primo numero del Vieux Cordelier

Le Vieux Cordelier fu un giornale apparso durante il periodo del Terrore, al tempo della Rivoluzione francese. Sei numeri furono pubblicati dal 5 dicembre 1793 al 25 gennaio 1794, redatti da Camille Desmoulins. Un settimo numero, rimasto per quasi quaranta anni inedito, fu scritto nel febbraio 1794.
Camille Desmoulins scrisse gli articoli della rivista su istigazione di Georges Jacques Danton, che lo incoraggiò a reclamare l'indulgenza per molti « sospetti », nel tentativo di porre un termine al dilagare delle esecuzioni capitali. Maximilien de Robespierre volle leggere in anteprima i due numeri iniziali, e diede il consenso alla loro apparizione. L'attacco frontale che veniva fatto a Hébert e agli hébertisti, che alla Comune e dalle colonne del Père Duchesne chiedevano la testa di innumerevoli presunti traditori e nemici della rivoluzione, era infatti approvato anche dall'Incorruttibile.
Desmoulins aveva inoltre motivi strettamente personali per dare vita al giornale, dovendo difendersi contro le accuse che gli venivano mosse. Tra queste, la lunga frequentazione con il generale Arthur de Dillon.

## Primi due numeri
Il primo numero viene pubblicato il 5 dicembre 1793, il secondo cinque giorni più tardi. In questi primi due numeri Camille Desmoulins ingaggia un duello con Jacques-René Hébert, attaccando Le Père Duchesne, il suo giornale, e polemizzando contro i rivoluzionari più radicali. Il numero 1 sembra essere scritto per la gloria di Maximilien de Robespierre. Il numero 2 è sempre approvato da Robespierre. Egli ha attaccato soprattutto Anacharsis Cloots, montagnardo che aveva parteggiato per la causa della Gironda nel dibattito sulla guerra nell'inverno 1791-1792, e "pseudo-oratore della razza umana, che desiderava la libertà universale con la guerra di conquista, e nella questione delle colonie nel 1791 si schierò con Barnave contro Jacques Pierre Brissot, fondatore della Società degli Amici dei Neri, per mantenere la dominazione bianca".

## Numero 3 e numero 4

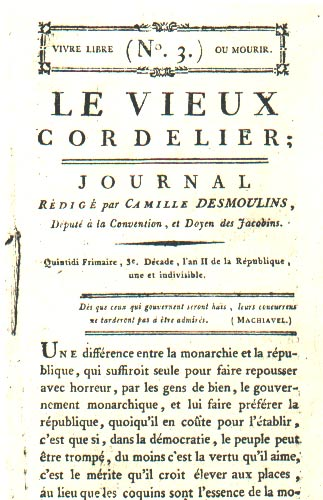
Le Vieux Cordelier n° 3

Le Vieux Cordelier numeri 3 e 4 del 15 e 20 dicembre 1793 (25 e 30 frimaio anno II).
In questo numero del 17 dicembre 1793 (25 frimaio anno II), Desmoulins denuncia il Terrore, il testo in questo numero si è trasformato in una satira contro il governo.
Camille Desmoulins non ha potuto sottoporre a Maximilien de Robespierre le bozze del n° 3 del giornale Le Vieux Cordelier del 15 dicembre 1793, a meno che quest'ultimo non abbia rifiutato di leggerlo, o ancora che lo abbia disconosciuto dopo un ripensamento.

### Numero 3 del 15 dicembre 1793 (25 frimaio anno II)
Il giornale cambia tono. Con il pretesto della storia, Camille Desmoulins, evocando dagli Annales di Tacito i fasti sanguinari della Roma imperiale, sotto il regno dell'Imperatore Tiberio, ha denunciato gli eccessi del terrore. Mentre più probabilmente è tratto da i Discourses on Tacitus pubblicato nel 1737 da Thomas Gordon, questi ritratti stringati - che descrivono una civiltà malata trasformata dalla paura e dalla brutalità - sono stati efficaci nel tracciare un parallelo forte tra la Roma sotto Tiberio e la Francia durante il Terrore.
Il testo di Camille Desmoulins si è trasformato in satira contro il governo e, per i lettori più esigenti, anti-repubblicano. Dietro gli Hébertisti, c'è « il sanculotto Pitt »; dietro Jean-Baptiste Bouchotte c'è François-Nicolas Vincent.

### Numero 4 del 20 dicembre 1793 (30 frimaio anno II)
Nel numero quattro Camille Desmoulins argomenta contro la Legge dei sospetti, dicendo: "... nella Dichiarazione dei diritti non c'è posto per il sospetto ... non ci sono persone sospette, solo indagati per reati stabiliti dalla legge". Richiede l'apertura delle prigioni.
Il quarto numero del Vieux Cordelier, oltre ai soliti attacchi contro Jean-Baptiste Bouchotte ed ora al generale Charles Philippe Ronsin, Camille Desmoulins richiederà esplicitamente l'apertura delle prigioni, come un preludio evidente ad una politica di pacificazione. Nel suo "Le Vieux Cordelier", Camille Desmoulins stampa argomentandola una proposta di Robespierre per distorcerla e snaturarla. Maximilien de Robespierre aveva appena ottenuto la creazione di un Comitato di Giustizia per la revisione dei casi di persone ingiustamente incarcerate (misura che sarà riportata sei giorni più tardi). Camille Desmoulins coglie l'occasione per "intrecciare delle corone civiche" a Maximilien de Robespierre, il suo « caro Robespierre », il suo vecchio compagno. Fa altresì un appello per un Comitato di clemenza" per contrastare gli eccessi del Comitato di salute pubblica e del Comitato di sicurezza generale. Così "contro" appaiono questi punti di vista che il Club dei Cordiglieri espelle Desmoulins. Viene denunciato al Club dei Giacobini e Robespierre raccomanda che il numero offensivo del giornale venga bruciato in pubblico.
« Ricordatevi, ha detto, che l'amore è più forte, più durevole della paura... Già tu ti approcci molto a questa idea, nel provvedimento che hai fatto approvare oggi, nella seduta del décadi 30 frimaio (domenica 20 dicembre). È vero che si tratta piuttosto di una proposta di un Comitato di Giustizia. Nonostante ciò perché la clemenza sarebbe diventata un crimine nella Repubblica? » La parola, il segnale è lanciato. Le proposte di Camille Desmoulins non lasciano dubbi in proposito: « Aprite le prigioni a questi duecentomila cittadini che voi chiamate sospetti. », « Credete voi che siano queste donne, questi vegliardi, questi cacofoni, questi egoisti, questi "ritardatari" della Rivoluzione che siano pericolosi? », « I coraggiosi e i forti sono émigré. Essi sono morti nell'assedio a Lione o in Vandea; tutto il resto non merita la vostra collera... »

## Numero 5
Nel quinto numero, che è pubblicato il 16 nevoso (5 gennaio 1794) datato 5 nevoso (25 dicembre 1793), Desmoulins si rivolge con un "discorso di giustificazione" ai giacobini, mantenendo la sua richiesta di porre fine al Terrore. Poco dopo che questa questione è apparsa, il 21 nevoso (10 gennaio), Desmoulins viene espulso dal club dei Giacobini.
Camille Desmoulins vuole evitare escamotage nel caso di François Chabot, coinvolto nello scandalo della Compagnia francese delle Indie Orientali, e fa una violenta requisitoria anti-hebertisti.

## Numero 6 e 7
Le Vieux Cordelier, numeri 6 e 7, del 6 piovoso anno II (25 gennaio 1794) e tra il 15 e il 17 ventoso anno II (dal 5 al 7 marzo 1794).
In campi opposti, ci si coalizza per impedire a Camille Desmoulins di parlare.

### Numero 6
L'uscita del sesto numero, anche se del 10 nevoso (30 dicembre 1793), è stata rimandata a causa delle preoccupazioni politiche del suo editore e non appare fino al 15 piovoso (3 febbraio 1794). Anche se Desmoulins aveva riformulato la sua richiesta di un "Comitato di Clemenza" modificandola in un "Comitato di giustizia", e rettificando i suoi attacchi ancora contro il bersaglio politicamente accettabile di Hébert, la sua critica del Terrore continua.
Il numero sei è pubblicato il 25 gennaio 1794. In questo numero, Camille Desmoulins riconoscerà questa sconfitta: "Hébert a eu sur moi un triomphe complet". ("Hébert ha avuto su di me un trionfo completo"). Si feliciterà con Hébert per essersi convertito a « sans-culotte Jésus » ("Gesù Sanculotto").

### Numero 7
L'ultimo numero non arriverà mai. In questo numero, Camille Desmoulins ha sostenuto la pace e ha attaccato i membri del Comitato di sicurezza generale, che aveva insabbiato il caso François Chabot. Fa anche un appello per la libertà di stampa. Attacca anche un discorso di Robespierre, pronunciato contro il popolo inglese il 30 gennaio 1794, presso il club dei giacobini. Camille Desmoulins critica al suo vecchio amico di fare un discorso bellicista del tenore di quelli del girondino Brissot, opponendosi legittimamente all'uno e all'altro nell'inverno del 1791-1792.
Il settimo numero, scritto alla fine di marzo, non sembra opera di Desmoulins; nelle prime ore del mattino del 31 marzo è stato arrestato per un mandato emesso dal Tribunale rivoluzionario. Con Danton, fu processato con l'accusa di cospirazione contro-rivoluzionaria e, il 5 aprile 1794, è stato ghigliottinato.
Il terzo e il quarto numero del "Vieux Cordelier" hanno avuto un impatto considerevole.